# Memphis Blues (álbum)
Memphis Blues é o décimo álbum de estúdio da cantora americana Cyndi Lauper, lançado em 2010.  
Pela primeira vez na carreira, a cantora faz um disco no gênero musical conhecido como blues, que foi originado por afro-americanos no extremo sul dos Estados Unidos, em torno do fim do século XIX.
Trata-se de um dos projetos mais bem sucedidos da carreira de Cyndi Lauper, tendo como feitos ser indicado ao Grammy Awards de 2010, ser eleito o sétimo melhor do ano pelo New York Post e ter conseguido ser o disco de blues mais vendido daquele ano nos Estados Unidos, de acordo com a revista Billboard. 
Para promove-lo, a cantora fez a maior turnê da sua carreira, a Memphis Blues Tour, que contou com mais de 140 shows. 
Segundo o jornal O Globo, as vendas atingiram cerca de 600 mil cópias pelo mundo.

## Antecedentes e produção
Lauper anunciou através de sua conta oficial no Twitter, em dezembro de 2009, que gravaria um disco de blues. As sessões foram realizadas em março de 2010 no Electraphonic Studios em Memphis, no Tennessee, com o produtor Scott Bomar, seu colaborador frequente Bill Wittman e convidados especiais B. B. King, Charlie Musselwhite, Ann Peebles e Allen Toussaint.
Para Memphis Blues, ela tentou escolher canções que ressoassem com um público contemporâneo, e, embora nunca tenha explorado o estilo em seus álbuns a cantora se disse muito confortável na hora de cantar: "Para mim, é como estar em casa", "Blues é a base de tudo que cantamos. Tudo. Eu já fui um cantora de rock. Blues foi o começo do rock. Blues também foi o começo do jazz, e eu também estudei jazz".
Outro aspecto que agrada a cantora é o fato das mensagens nas letras das canções [de blues] virem de forma subliminar: "Está escrito em código. Está muito ligado aos direitos civis dos afro-americanos, ou à falta de direitos civis que essas pessoas tiveram ao longo dos anos 1900, e talvez até mesmo nos dias de hoje. Para pessoas que facilmente seriam derrotadas, eles continuaram se levantando e criando músicas que são bastante edificantes."

## Lançamento e promoção
No Japão, o lançamento ocorreu apenas em 9 de fevereiro de 2011, sob o selo Mercer Street Records, com direito a uma edição especial limitada, que incluía um DVD com os bastidores das gravações.
Cyndi deu inicio à promoção no programa americano de grande sucesso The Late Show With David Letterman em 14 de junho, cantando a canção "Early In The Mornin'".
Após essa aparição ela se apresentou nos programas: Joy Behar Show, em 21 de junho, The Howard Stern Show e The Ellen DeGeneres Show em 22 de junho, Good Morning America em 23 de junho, Live with Regis and Kelly, em 24 de junho, no The Early Show, em 20 de julho, e no The Tonight Show, com Jay Leno, em 30 de agosto.
No NARM Awards de 2010, onde foi homenageada por sua grande contribuição para o mundo da música, Lauper performou várias músicas, incluindo "Shattered Dreams".
Em abril de 2010, uma turnê mundial foi anunciada através do site oficial da cantora. Lauper afirmou que o show se concentraria majoritariamente no som de blues do lançamento mais recente, ao lado de seus sucessos anteriores.

## Recepção crítica
| Críticas profissionais | Críticas profissionais |
| Avaliações da crítica  | Avaliações da crítica  |
| Fonte                  | Avaliação              |
| ---------------------- | ---------------------- |
| AllMusic               | [ 19 ]                 |
| New York Post          | [ 20 ]                 |
| Rolling Stone          | [ 21 ]                 |

A recepção dos críticos de músicas foi mista e obteve 45/100 no Metacritic.
Thom Jurek, do site AllMusic, deu duas estrelas e meia de cinco e escreveu que embora a voz da cantora continuasse ótima, contém tem alguns "bons momentos", o que para ele foi um desperdício de oportunidade para o retorno triunfal que a cantora merecia.
O New York Post avaliou com três estrelas e meia de cinco, o definiu como "estelar" e escolheu a canção "Early in the Mornin'" como a melhor faixa. O mesmo jornal o elegeu como o sétimo melhor disco de 2010.
Melissa Maerz, da revista Rolling Stone, deu três estrelas e meia de cinco e escreveu que "Memphis Blues é uma "bola curva", mas esse é o seu charme."
Além das boas críticas, foi indicado ao 53º Grammy Awards, na categoria Best Traditional Blues Album.

## Desempenho comercial
Memphis Blues estreou em número um na parada de blues da Billboard, dos Estados Unidos, e no número 26 da Billboard 200, vendendo modestas 16,000 cópias em sua primeira semana. Possui a terceira melhor colocação de Lauper na Billboard 200, ficando atrás apenas de seus dois primeiros lançamentos, She's So Unusual e True Colors. Permaneceu em primeiro lugar na parada de blues da Billboard por treze semanas, e no total, permaneceu por 40 semanas, ao todo foram vendidas 76.000 cópias nos Estados Unidos até maio de 2016.
Em 2011, foi premiado com um disco duplo de prata pela Independent Music Companies Association (IMPALA), por atingir vendas de 40.000 cópias em toda a Europa.
Sete canções apareceram no Top 25 da parada de canções digitais de Blues da Billboard, incluindo "Crossroads" em número um.

## Lista de faixas
- Créditos retirados do encarte de Memphis Blues, de 2010.[28]

| N.º            | Título                                                         | Composição                                 | Duração |  |
| 1.             | "Just Your Fool (feat. Charlie Musselwhite)"                   | Marion Walter Jacobs                       | 3:38    |  |
| 2.             | "Shattered Dreams" (feat. Allen Toussaint)"                    | Lowell Fulsom & Washington Ferdinand       | 3:53    |  |
| 3.             | "Early in the Mornin' (feat. Allen Toussaint & B.B. King)"     | Leo Hickman, Louis Jordan & Dallas Bartley | 3:52    |  |
| 4.             | "Romance in the Dark (feat. Lil Green)"                        | Roxanne Seeman & Philipp Steinke           | 5:44    |  |
| 5.             | "How Blue Can You Get? (feat. Jonny Lang)"                     | Jane Feather                               | 5:24    |  |
| 6.             | "Down Don't Bother Me (feat. Charlie Musselwhite)"             | Albert King                                | 3:12    |  |
| 7.             | "Don't Cry No More"                                            | Don D. Robey                               | 2:44    |  |
| 8.             | "Rollin' and Tumblin' (feat. Ann Peebles)"                     | Muddy Waters                               | 3:29    |  |
| 9.             | "Down So Low (feat. Tracy Nelson)"                             | Tracy Nelson                               | 3:55    |  |
| 10.            | "Mother Earth (feat. Allen Toussaint)"                         | Allen Toussaint                            | 5:20    |  |
| 11.            | "Crossroads (feat. Jonny Lang)"                                | Robert Johnson                             | 3:13    |  |
| 12.            | "Wild Women Don't Get the Blues (feat. Ida Cox) (Bonus Track)" | Ida Cox                                    | 3:24    |  |
| 13.            | "I Don't Want to Cry (feat. Leo Gandelman) (Bonus Track)"      | Leo Gandelman                              | 4:39    |  |
| Duração total: | Duração total:                                                 | Duração total:                             | 49:47   |  |

## Tabelas
| Chart (2010-2011)                               | Peak position |
| ----------------------------------------------- | ------------- |
| Alemanha (Offizielle Deutsche Charts)           | 77            |
| Austrália (ARIA Charts)                         | 59            |
| Bélgica (Ultratop Flandres)                     | 77            |
| Bélgica (Ultratop Valônia)                      | 79            |
| Canadá (Billboard)                              | 45            |
| Estados Unidos (Billboard 200)                  | 26            |
| Estados Unidos (Billboard Top Blues Albums)     | 1             |
| Estados Unidos (Billboard Digital Albums)       | 21            |
| Estados Unidos (Billboard Independent Albums)   | 2             |
| Estados Unidos (Billboard Independent Albums)   | 2             |
| Estados Unidos (Billboard Internet Albums       | 10            |
| Estados Unidos (Billboard Tastemaker Albums)    | 12            |
| França (SNEP)                                   | 31            |
| Grécia (IFPI)                                   | 45            |
| Japão (Oricon)                                  | 41            |
| Reino Unido (UK Independent Albums Chart) (OCC) | 13            |
| Reino Unido (UK Albums) (OCC)                   | 105           |
| Suíça (Schweizer Hitparade)                     | 77            |

| Chart (2010)                | Peak position |
| --------------------------- | ------------- |
| U.S. Billboard Blues Albums | 1             |

## Certificações e vendas
| Região          | Certificação | Vendas  |
| --------------- | ------------ | ------- |
| Estados Unidos  | —            | 76,000  |
| Brasil          | —            | 10,000  |
| Resumos         |              |         |
| Europa (IMPALA) | 2× Prata     | 40,000  |
| Mundo           | —            | 600,000 |